# Ramón Bernabé Estomba
Ramón Bernabé Estomba (Montevideo, 13 de junio de 1790 – Buenos Aires, 1 de junio de 1829) fue un militar argentino nacido en la Banda Oriental, actual Uruguay, guerrero de la Independencia sudamericana y líder militar durante las guerras civiles argentinas. Fundó la ciudad de Bahía Blanca en 1828.

## Carrera
La carrera militar de Estomba comenzó en 1810, a los 19 años de edad. Fue considerado soldado distinguido el 6 de julio de ese año y abanderado al siguiente. En 1812 alcanzó el rango de teniente, en 1813 el de ayudante mayor y luego capitán; mayor graduado en 1820 y teniente coronel en 1822. Rivadavia lo asciende a coronel el 1 de marzo de 1827. En sus 17 años de carrera militar sirvió en el Regimiento 6 de Infantería (Alto Perú), Batallón de Dragones (Perú), Batallón Regimiento de Infantería de Línea “Río de la Plata”, de los Andes y Regimiento de Caballería de Línea N° 17.

### Proceso independentista
Participó en la campaña del Alto Perú a las órdenes del General Juan Ramón Balcarce en las Batallas de Cotagaita, Suipacha y Huaqui, en 1810 y 1811, y a las órdenes del General Manuel Belgrano entre 1811 y 1813 participó de las batallas en Las Piedras, Tucumán, Salta, Vilcapugio y Ayohuma. En esta última batalla fue herido y luego mantenido prisionero durante 7 años, hasta 1820, en Callao.
Tras recuperar la libertad fue incorporado al Ejército Libertador en las filas de Simón Bolívar. En 1825, en reconocimiento a sus méritos, fue nombrado por Bolívar Prefecto del Departamento de Ayacucho, puesto al que renunció poco tiempo después. Erróneamente es involucrado en una conspiración, y por orden del mismo Simón Bolívar es apresado. Habiendo sido declarado inocente meses después, recibe la orden de regresar a su país en octubre de 1826. Reintegrado a su patria le fue asignada, en San Juan, la tarea de organizar escuadrones de Caballería.

### Fundador de la Fortaleza Protectora Argentina
Trasladado a Buenos Aires, se le confió el mando del Regimiento 7.º de Caballería de Línea, que guarnecía el Fuerte Independencia (hoy Tandil). Fue cumpliendo esta misión que partió de Tandil, al mando del Regimiento mencionado, para fundar el 11 de abril de 1828 un fuerte al que llamó Fortaleza Protectora Argentina, hoy la ciudad de Bahía Blanca.

### Fallecimiento
En 1829 regresó a Buenos Aires, para sumarse a las tropas de Juan Lavalle. Es enviado tras el establecimiento de Lavalle en la ciudad a "pacificar" el interior de la provincia, tarea que lleva a cabo mediante degüellos y fusilamientos a discreción. Lavalle advierte que el Coronel Estomba ya está fuera de sí y lo releva en marzo de 1829. Víctima de la locura fue internado en el Hospital General de Hombres de Buenos Aires. En una ocasional salida, el coronel murió en la calle, de donde fue recogido por la policía.
Su cuerpo fue inhumado el 2 de junio de 1829, en el Cementerio del Norte (hoy, Recoleta). En el año 1978 se localizó el lugar en el cual estuvo su sepultura, pero al intentar extraer sus restos y no hallarselos, se consideró que los mismos se habían "resumido" en la tierra, que fue tomada en una urna que fue situada en el atrio de la Catedral de Bahía Blanca.